# گورخر گرنتز
گورخر گرنتز (نام علمی: Equus quagga boehmi) نام یک زیرگونه از گونه گورخر دشتی است.